# Alice De Winton
Alice De Winton, nata Alice Wilson (Dorchester, 1864 – Londra, 1941), è stata un'attrice inglese teatrale e cinematografica.

## Filmografia
La filmografia - basata su IMDb - è completa.

### Attrice
- One Fair Daughter, regia di Warwick Buckland (1913)
- A Throw of the Dice, regia di Frank Wilson (1913)
- The Whirr of the Spinning Wheel, regia di Frank Wilson (1913)
- Creatures of Clay, regia di Frank Wilson (1914)
- The Guest of the Evening, regia di Frank Wilson (1914)
- The Dead Heart, regia di Hay Plumb (1914)
- A Cinema Girl's Romance, regia di George Pearson (1915)
- A Vagabond's Revenge, regia di Wallett Waller (1915)
- Sally Bishop, regia di George Pearson (1916)
- The Marriage of William Ashe, regia di Cecil M. Hepworth (1916)
- Lady Windermere's Fan, regia di Fred Paul (1916)
- A Fair Impostor
- The Sorrows of Satan, regia di Alexander Butler (1917)
- Ultus and the Three-Button Mystery
- My Lady's Dress
- Meg o' the Woods
- Democracy
- Her Cross
- Women Who Win
- A Little Child Shall Lead Them, regia di Alexander Butler (1913)
- The Single Man
- The Woman of the Iron Bracelets
- The Children of Gibeon
- The Door That Has No Key, regia di Frank Hall Crane (1921)
- The Bachelor's Club

### Sceneggiatrice
- A Throw of the Dice, regia di Frank Wilson (1913)
- Jill and the Old Fiddle, regia di Hay Plumb (1915)